# Cyathea sledgei
Cyathea sledgei är en ormbunkeart som beskrevs av Ranil, Pushpak. och Fraser-jenk. Cyathea sledgei ingår i släktet Cyathea och familjen Cyatheaceae. Inga underarter finns listade.